# Gabriel Mudaeus
Gabriel van der Muyden, noto col nome latinizzato di Gabriel Mudaeus (Brecht, 1500 circa – Lovanio, 21 aprile 1560), è stato un giurista e docente fiammingo del XVI secolo; fu giureconsulto e professore di diritto romano presso l'Università di Lovanio.

## Biografia

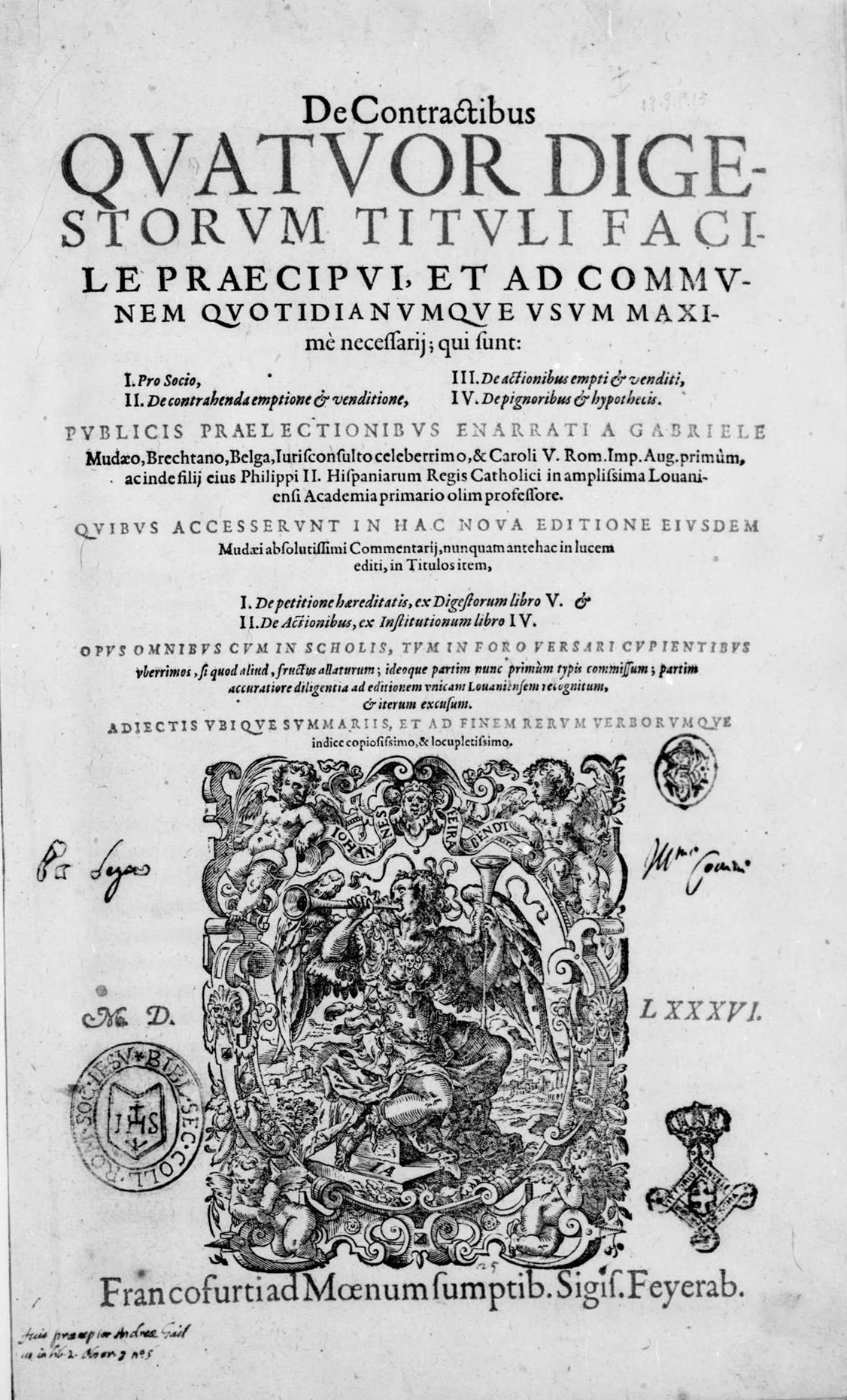
De contractibus, 1586

Nato a Brecht nelle Fiandre (oggi in provincia di Anversa in Belgio) intorno al 1500, iniziò in quella città suoi studi e li proseguì all'Università di Lovanio, presso il collegio Pédagogie du Lys (Paedagogium Lilii), dove seguì l'insegnamento di Erasmo da Rotterdam e dell'umanista spagnolo Juan Luis Vives. Nel 1523 ottenne il primo premio per la filosofia in una gara tra i collegi.
Fu quindi scelto come precettore per i figli di Laurent de Blioul, revisore contabile del Consiglio privato di re Carlo V, intreprendendo un viaggio per le università della Francia. Probabilmente soggiornò a Parigi, ma anche ad Orléans, Bourges e forse ad Avignone.
Mentre la sua precedente formazione era esclusivamente filologica e filosofica, questo viaggio deve averlo aperto allo studio del diritto, come vediamo al suo ritorno a Lovanio. Nel 1531 si laureò in giurisprudenza e nel 1539 divenne dottore in utroque iure (in diritto canonico e civile). Già nel 1537 era stato responsabile dell'insegnamento delle Istituzioni di Giustiniano.

## Influenza
Mudaeus modernizzò lo studio del diritto nei Paesi Bassi e contribuì, assieme ai suoi successori, a fare di Lovanio un importante centro di insegnamento del diritto romano e del diritto in generale.
In tale università introdusse i metodi dell'umanesimo nel campo del diritto: pensiero critico, applicazione del metodo filologico e storico per tornare al testo autentico. Venne esplicitamente posto sotto il patrocinio di Guillaume Budé e Andra Alciato. Tuttavia, lasciò solo un'opera puramente didattica (edita dal suo genero Roelants) e non opere strettamente scientifiche.
Esercitò una profonda influenza su molti studenti e continuatori, tra i quali possiamo citare François Baudouin (Balduinus), Jean Crespin e Mathieu Wesembeke.

## Opere
- (LA) De contractibus, Frankfurt am Main, Peter Schmidt, 1586.